# Tim Greaves
Tim Greaves (ur. 18 kwietnia 1956 roku w Ramsbottom) – brytyjski kierowca wyścigowy.

## Kariera
Greaves rozpoczął karierę w międzynarodowych wyścigach samochodowych w 2004 roku od startów w klasie LMP2 Le Mans Endurance Series, gdzie jednak nie zdobywał punktów. W późniejszych latach Brytyjczyk pojawiał się także w stawce Le Mans Series, American Le Mans Series, V de V Challenge Endurance Moderne oraz 24-godzinnego wyścigu Le Mans. Właściciel zespołu wyścigowego Greaves Motorsport.

## Wyniki w 24h Le Mans
| Rok  | Zespół                     | Partnerzy                    | Samochód              | Klasa | Okr. | Poz. | Klasa Pos. |
| ---- | -------------------------- | ---------------------------- | --------------------- | ----- | ---- | ---- | ---------- |
| 2007 | Team Bruichladdich Radical | Stuart Moseley Robin Liddell | Radical SR9-AER       | LMP2  | 16   | NU   | NU         |
| 2009 | Bruichladdich-Bruneau Team | Pierre Bruneau Marc Rostan   | Radical SR9-AER       | LMP2  | 91   | NU   | NU         |
| 2010 | Team Bruichladdich         | Karim Ojjeh Gary Chalandon   | Ginetta-Zytek GZ09S/2 | LMP2  | 341  | 10   | 5          |